# Tapachula (kommun)
Tapachula är en kommun i Mexiko.   Den ligger i delstaten Chiapas, i den sydöstra delen av landet, 900 km sydost om huvudstaden Mexico City.
Följande samhällen finns i Tapachula:
- Tapachula
- Puerto Madero
- Vida Mejor I
- Álvaro Obregón
- Veinte de Noviembre
- Los Cafetales
- El Encanto
- Llano de la Lima
- Nuevo Pumpuapa
- Cebadilla 1ra. Sección
- Los Palacios
- Congregación Reforma
- Octavio Paz
- Tinajas 1ra. Sección
- Cantón Villaflor
- Cebadilla 2da. Sección
- 26 de Octubre
- Las Palmeras
- Leoncillos
- Juan Sabines Gutiérrez
- Toluca
- Bijahual
- Murillo
- Nuevo Chespal
- San Cristóbal Buenavista
- Nueva Granada
- Hidalgo
- La Joya
- Francisco I. Madero
- Pacayalito Dos
- Tinajas 3ra. Sección
- Joaquín Miguel Gutiérrez
- Hermosillo
- San Agustín Jitotol
- Los Ángeles
- El Pinal
- Fracción Galeras
- Los Pinos
- El Porvenir
- Veintiuno de Marzo
- Feliciano Renauld
- Cantón Bodegas
- Playa Linda
- Cantón Zaragoza
- San Francisco
- La Esperanza
- Plan las Palmas
- Cantón Tiro Seguro
- El Triunfo
- Montenegro
- La Cigüeña
- Chapultepec
- Santa Rita
- La Patria
- Cueva
- La Providencia
- Progreso Pumpuapa
- Villa las Rosas
- Carrizal
- Frontera 20 de Octubre
- Cantón el Caucho
- Rincón del Bosque
- Santa Rosalía
- Cantón las Cruces
- Emiliano Zapata
- La Concordia
- La Arbolada
- Nuevo Milenio
- El Encanto
- Santa Elena
- Toluquita
- Plan Chanjalé
- Vega de Malacate
- Barra de Cahuacan
- Villahermosa
- Chespal Viejo
- El Refugio
- Cantón Emporio el Naranjo
- Cantón Santa María
- San Felipe
- Teotihuacán del Valle
- Jaritas
- Teófilo Acevo
- San Antonio los Milagros
- Buenavista
- La Fortuna Baja
- Fracción Zaragoza
- Cantón Hermosillo
- Valle Hermoso
- Fracción la Ceiba
- Toquián Chiquito
- Fracción Santa Elena
- 28 de Octubre
- Barrio Nuevo
- El Paraje
- Guadalupe
- Plan de Esperanza Alta
- Benito Juárez
- La Perla
- Cantón San Luis
- Primavera
- Las Flores
- Vega de los Molinos
- Genaro Vázquez Rojas
- Nueva Dalia
- Irlanda
- La Paz
- Cantón Montebello
- Altamira
- Unión Popular
- Altavista
- Quince de Febrero
- Villa Flor
- Consejo Agrario Mexicano
- Santa Catarina
- San Carlos
- San Antonio Nexapa
- Carlos Salinas de Gortari
- Santa Rosa
- 10 de Marzo
- Reforma
- Las Cruces
- Zapopan
- Luis Espinoza
- El Tesoro
- Camino Verde
- Paraíso
- Malpaso
- Nueva Esperanza
- La Ceiba
- La Nueva Esperanza
- Fracción San Juan Chicharras
- Cantón Buenos Aires